# 片平保彦
片平 保彦（かたひら やすひこ、1963年6月9日 -  ）は、神奈川県出身の元プロ野球選手（捕手）。

## 経歴
中学生までは投手で、関東大会での優勝経験を持つ。
横浜高校にも投手として入学するも、後にロッテ・オリオンズへ入団した愛甲猛の球を受けるために捕手へ転向した。在学中には、全国高等学校野球選手権大会に神奈川県代表で2度出場。2年生だった1980年には、4番打者として第62回大会の全国制覇に貢献した。早稲田実業との対戦になった決勝では、同校のエース・荒木大輔からタイムリーを放ったことで、荒木の連続無失点記録を44回1/3で止めた。また、3年生だった1981年には、主将として第63回大会に出場した。
高校卒業後に関東学院大学へ進学したが、1982年に中退してから横浜大洋ホエールズに球団職員扱いの練習生として契約し、1983年のドラフトで、同球団の6位指名を受けて、支配下登録選手として正式に入団した。しかし、活躍できず一軍公式戦への出場機会がないまま、1989年は育成部兼任で、この年限りで現役を引退。ブルペン捕手に転じた。
大洋が横浜ベイスターズ（横浜）→横浜DeNAベイスターズ（DeNA）に変わってからも、現在に至るまでチームに在籍。鋭く落ちるフォークが持ち味だった佐々木主浩の投球を受け続けるなど、ブルペン捕手として卓越した捕球技術を発揮してきた。ブルペン捕手転向後の1992年に大洋へ入団した三浦大輔からは、2001年から毎年のシーズン前に特注のキャッチャーミットを贈られたり、春季キャンプ前の自主トレーニングへの帯同を認められたりするほど信頼が厚いという。
なお、横浜時代の1998年～2002年と2007年・2008年には、一軍のバッテリーコーチ補佐として登録。2009年からブルペン捕手に復帰したが、支配下登録選手としての大洋への入団から30年目に当たる2013年のシーズン終了後に、DeNA球団の意向でユニフォーム生活に終止符を打った。2014年からは、DeNA球団のフロントに転じる。

## 詳細情報

### 年度別打撃成績
- 一軍公式戦出場なし

### 背番号
- 63 （1984年 - 1989年）
- 98 （1992年 - 2013年）